# Mesterrieux
Mesterrieux (Mèste Riu en gascon) est une commune du Sud-Ouest de la France, située dans le département de la Gironde (région Nouvelle-Aquitaine).

## Géographie

### Localisation
Bordée au sud par le Dropt, la commune se trouve dans l'Entre-deux-Mers, à 61 km au sud-est de Bordeaux, chef-lieu du département, à 25 km au nord-est de Langon, chef-lieu d'arrondissement et à 9,5 km à l'ouest de Monségur, chef-lieu de canton.

### Communes limitrophes
Les communes limitrophes en sont Rimons au nord-est, Neuffons à l'est, Roquebrune au sud-est, Loubens au sud et Landerrouet-sur-Ségur à l'ouest.
|                       |             | Rimons     |
| Landerrouet-sur-Ségur | Mesterrieux | Neuffons   |
|                       | Loubens     | Roquebrune |

### Climat
Pour des articles plus généraux, voir Climat de la Nouvelle-Aquitaine et Climat de la Gironde.
Historiquement, la commune est exposée à un climat océanique aquitain.  
En 2020, Météo-France publie une typologie des climats de la France métropolitaine dans laquelle la commune est exposée à un climat océanique et est dans la région climatique  Aquitaine, Gascogne, caractérisée par une pluviométrie abondante au printemps, modérée en automne, un faible ensoleillement au printemps, un été chaud (19,5 °C), des vents faibles, des brouillards fréquents en automne et en hiver et des orages fréquents en été (15 à 20 jours).
Pour la période 1971-2000, la température annuelle moyenne est de 13,1 °C, avec une amplitude thermique annuelle de 15,8 °C. Le cumul annuel moyen de précipitations est de 811 mm, avec 11,2 jours de précipitations en janvier et 6,2 jours en juillet. Pour la période 1991-2020, la température moyenne annuelle observée sur la station météorologique la plus proche, située sur la commune de Saint-Sulpice-de-Pommiers à 8 km à vol d'oiseau, est de 13,8 °C et le cumul annuel moyen de précipitations est de 764,8 mm,. Pour l'avenir, les paramètres climatiques de la commune estimés pour 2050 selon différents scénarios d’émission de gaz à effet de serre sont consultables sur un site dédié publié par Météo-France en novembre 2022.

## Urbanisme

### Typologie
Au 1er janvier 2024, Mesterrieux est catégorisée commune rurale à habitat dispersé, selon la nouvelle grille communale de densité à sept niveaux définie par l'Insee en 2022.
Elle est située hors unité urbaine et hors attraction des villes,.

### Occupation des sols

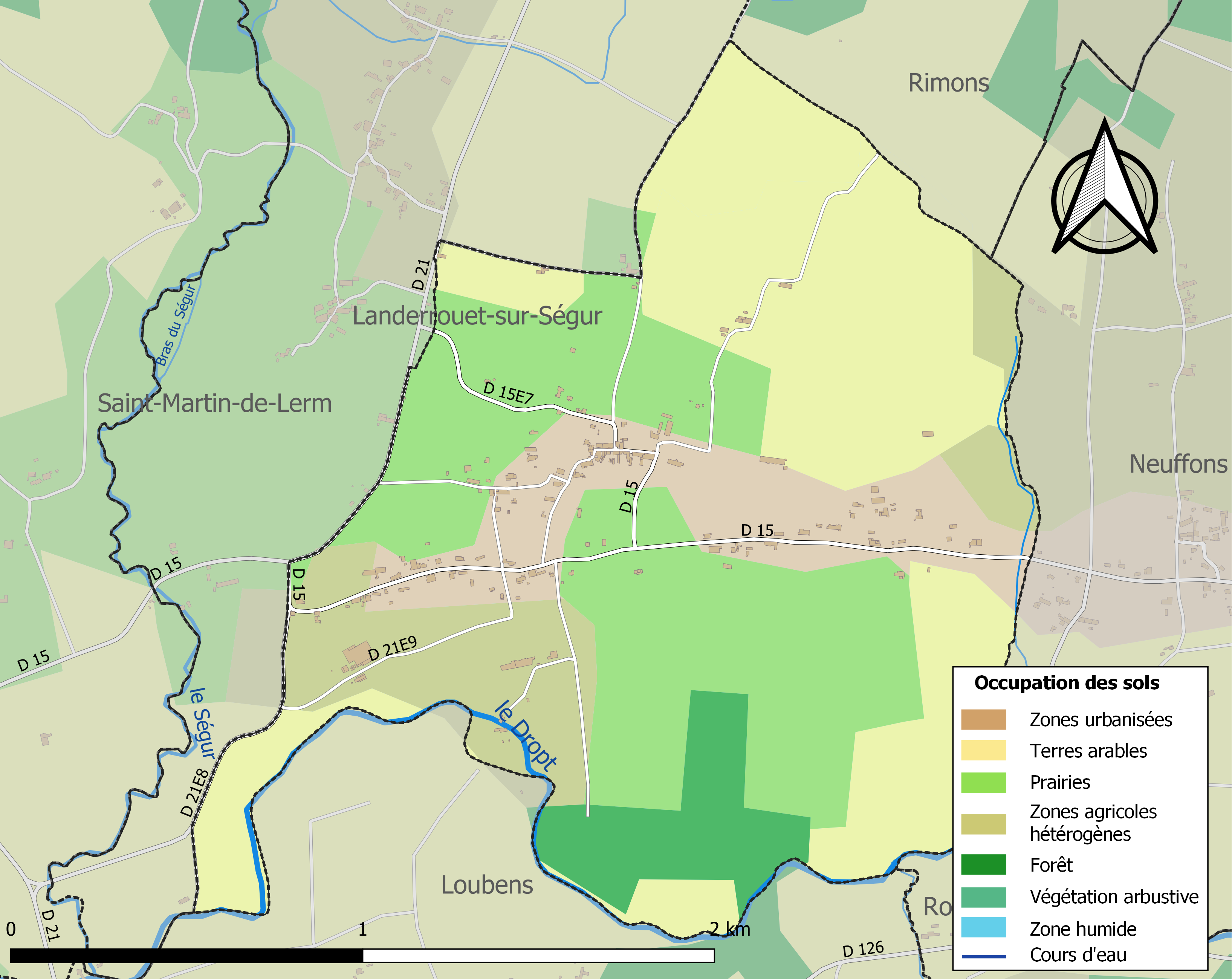
Carte des infrastructures et de l'occupation des sols de la commune en 2018 (CLC).

L'occupation des sols de la commune, telle qu'elle ressort de la base de données européenne d’occupation biophysique des sols Corine Land Cover (CLC), est marquée par l'importance des territoires agricoles (80,3 % en 2018), en diminution par rapport à 1990 (93,7 %). La répartition détaillée en 2018 est la suivante : 
prairies (31 %), terres arables (30,9 %), zones urbanisées (13,4 %), zones agricoles hétérogènes (12,3 %), forêts (6,3 %), cultures permanentes (6 %). L'évolution de l’occupation des sols de la commune et de ses infrastructures peut être observée sur les différentes représentations cartographiques du territoire : la carte de Cassini (XVIIIe siècle), la carte d'état-major (1820-1866) et les cartes ou photos aériennes de l'IGN pour la période actuelle (1950 à aujourd'hui).

### Voies de communication et transports
La commune est traversée, en dehors du bourg, par la route départementale D15 qui mène vers l'ouest à Bagas et au-delà à Gironde-sur-Dropt et vers l'est à Coutures et au-delà à Monségur, ainsi que par la route départementale D21 qui mène vers le nord à Castelmoron-d'Albret et vers le sud à Loubens et au-delà à La Réole.

L'accès le plus proche à l'autoroute A62 (Bordeaux-Toulouse) est celui de  4 La Réole distant de 17 km par la route vers le sud-sud-est.

L'accès  1 Bazas à l'autoroute A65 (Langon-Pau) se situe à 35 km vers le sud-sud-ouest.

L'accès le plus proche à l'autoroute A89 (Bordeaux-Lyon) est celui de l'échangeur autoroutier  avec la route nationale 89 qui se situe à 41 km vers le nord-ouest.
La gare SNCF la plus proche est celle, distante de 9,5 km par la route vers le sud-est, de La Réole sur la ligne Bordeaux-Sète du TER Nouvelle-Aquitaine.

### Risques majeurs
Le territoire de la commune de Mesterrieux est vulnérable à différents aléas naturels : météorologiques (tempête, orage, neige, grand froid, canicule ou sécheresse), inondations et séisme (sismicité très faible). Un site publié par le BRGM permet d'évaluer simplement et rapidement les risques d'un bien localisé soit par son adresse soit par le numéro de sa parcelle.
Certaines parties du territoire communal sont susceptibles d’être affectées par le risque d’inondation par débordement de cours d'eau, notamment le Dropt. La commune a été reconnue en état de catastrophe naturelle au titre des dommages causés par les inondations et coulées de boue survenues en 1982, 1988, 1993, 1999 et 2009,.

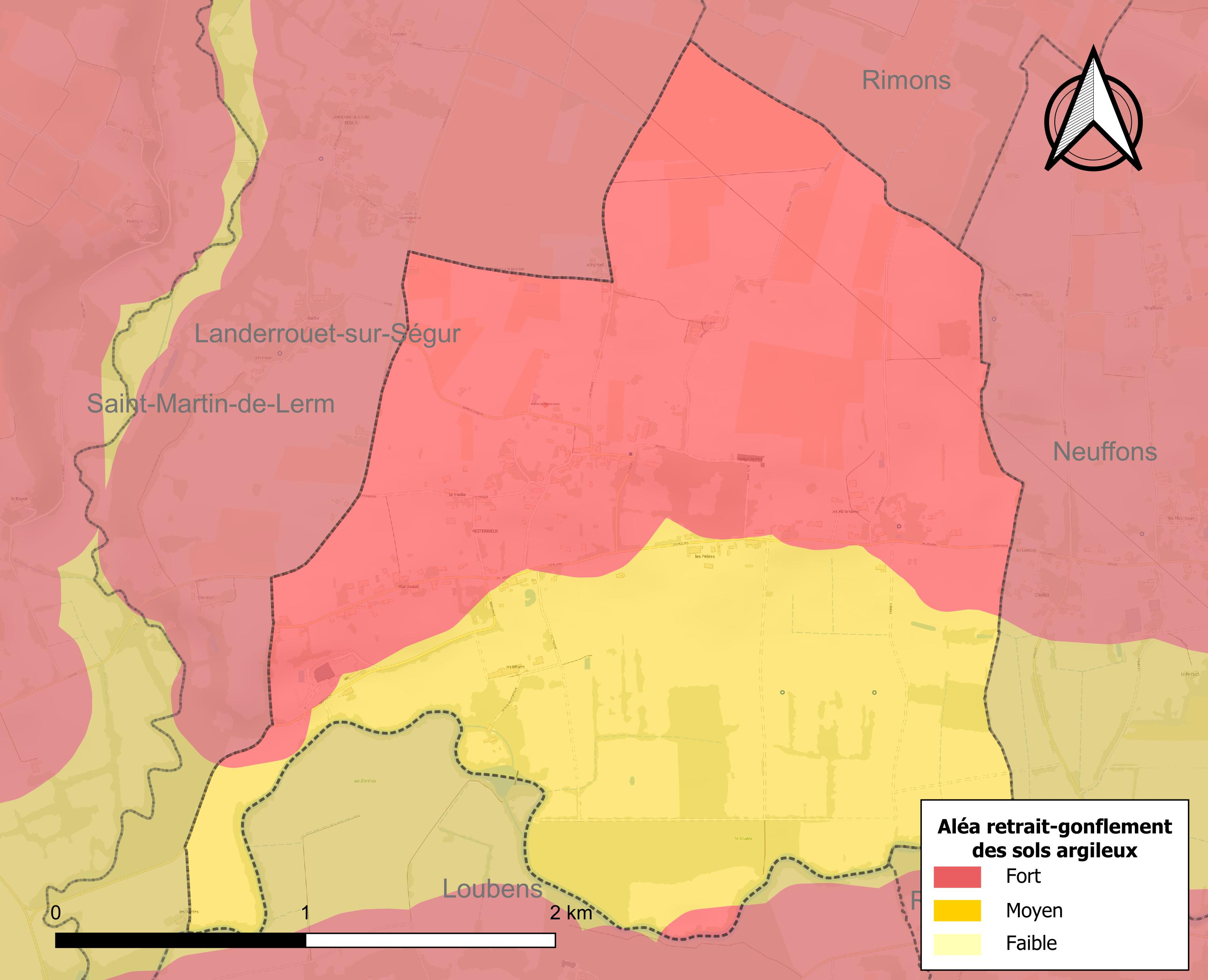
Carte des zones d'aléa retrait-gonflement des sols argileux de Mesterrieux.

Le retrait-gonflement des sols argileux est susceptible d'engendrer des dommages importants aux bâtiments en cas d’alternance de périodes de sécheresse et de pluie. La totalité de la commune est en aléa moyen ou fort (67,4 % au niveau départemental et 48,5 % au niveau national). Sur les 109 bâtiments dénombrés sur la commune en 2019, 109 sont en aléa moyen ou fort, soit 100 %, à comparer aux 84 % au niveau départemental et 54 % au niveau national. Une cartographie de l'exposition du territoire national au retrait gonflement des sols argileux est disponible sur le site du BRGM,.
Par ailleurs, afin de mieux appréhender le risque d’affaissement de terrain, l'inventaire national des cavités souterraines permet de localiser celles situées sur la commune.
Concernant les mouvements de terrains, la commune a été reconnue en état de catastrophe naturelle au titre des dommages causés par des mouvements de terrain en 1999.

## Histoire
La commune de Mesterrieux est richement irriguée, d'où une étymologie proposée mèste riu (maître ruisseau en gascon).
À la Révolution, la paroisse Saint-Pierre de Mesterrieux forme la commune de Mesterrieux.

## Politique et administration
| Période                                  | Période  | Identité     | Étiquette | Qualité |
| ---------------------------------------- | -------- | ------------ | --------- | ------- |
| mars 2001                                | En cours | Alain Didier |           | Artisan |
| Les données manquantes sont à compléter. |          |              |           |         |

### Communauté de communes
Le 1er janvier 2014, la communauté de communes du Monségurais ayant été supprimée, la commune de Mesterrieux s'est retrouvée intégrée à la communauté de communes du Sauveterrois siégeant à Sauveterre-de-Guyenne.
Elle intègre ensuite la communauté des communes rurales de l'Entre-Deux-Mers le 1er janvier 2017.

## Démographie
L'évolution du nombre d'habitants est connue à travers les recensements de la population effectués dans la commune depuis 1793. Pour les communes de moins de 10 000 habitants, une enquête de recensement portant sur toute la population est réalisée tous les cinq ans, les populations de référence des années intermédiaires étant quant à elles estimées par interpolation ou extrapolation. Pour la commune, le premier recensement exhaustif entrant dans le cadre du nouveau dispositif a été réalisé en 2006.

En 2022, la commune comptait 223 habitants, en évolution de +1,83 % par rapport à 2016 (Gironde : +6,91 %, France hors Mayotte : +2,11 %).
| 1793 | 1800 | 1806 | 1821 | 1831 | 1836 | 1841 | 1846 | 1851 |
| ---- | ---- | ---- | ---- | ---- | ---- | ---- | ---- | ---- |
| 432  | 399  | 390  | 324  | 349  | 334  | 345  | 358  | 303  |

| 1856 | 1861 | 1866 | 1872 | 1876 | 1881 | 1886 | 1891 | 1896 |
| ---- | ---- | ---- | ---- | ---- | ---- | ---- | ---- | ---- |
| 326  | 340  | 316  | 290  | 282  | 301  | 285  | 287  | 314  |

| 1901 | 1906 | 1911 | 1921 | 1926 | 1931 | 1936 | 1946 | 1954 |
| ---- | ---- | ---- | ---- | ---- | ---- | ---- | ---- | ---- |
| 311  | 291  | 309  | 243  | 227  | 246  | 254  | 258  | 268  |

| 1962 | 1968 | 1975 | 1982 | 1990 | 1999 | 2006 | 2011 | 2016 |
| ---- | ---- | ---- | ---- | ---- | ---- | ---- | ---- | ---- |
| 215  | 174  | 180  | 180  | 172  | 179  | 193  | 198  | 219  |

| 2021 | 2022 | - | - | - | - | - | - | - |
| ---- | ---- | - | - | - | - | - | - | - |
| 225  | 223  | - | - | - | - | - | - | - |

## Économie
- Cave coopérative vinicole « Les Coteaux d'Albret » fondée en 1935.

## Lieux et monuments
- Église Saint-Pierre : église à clocher-mur construite au Moyen Âge, agrandie et dotée d'un plafond en bois peint dédié à saint-Pierre-aux-Liens (1856).
- Moulin à eau de Canterane et pont sur le Dropt.

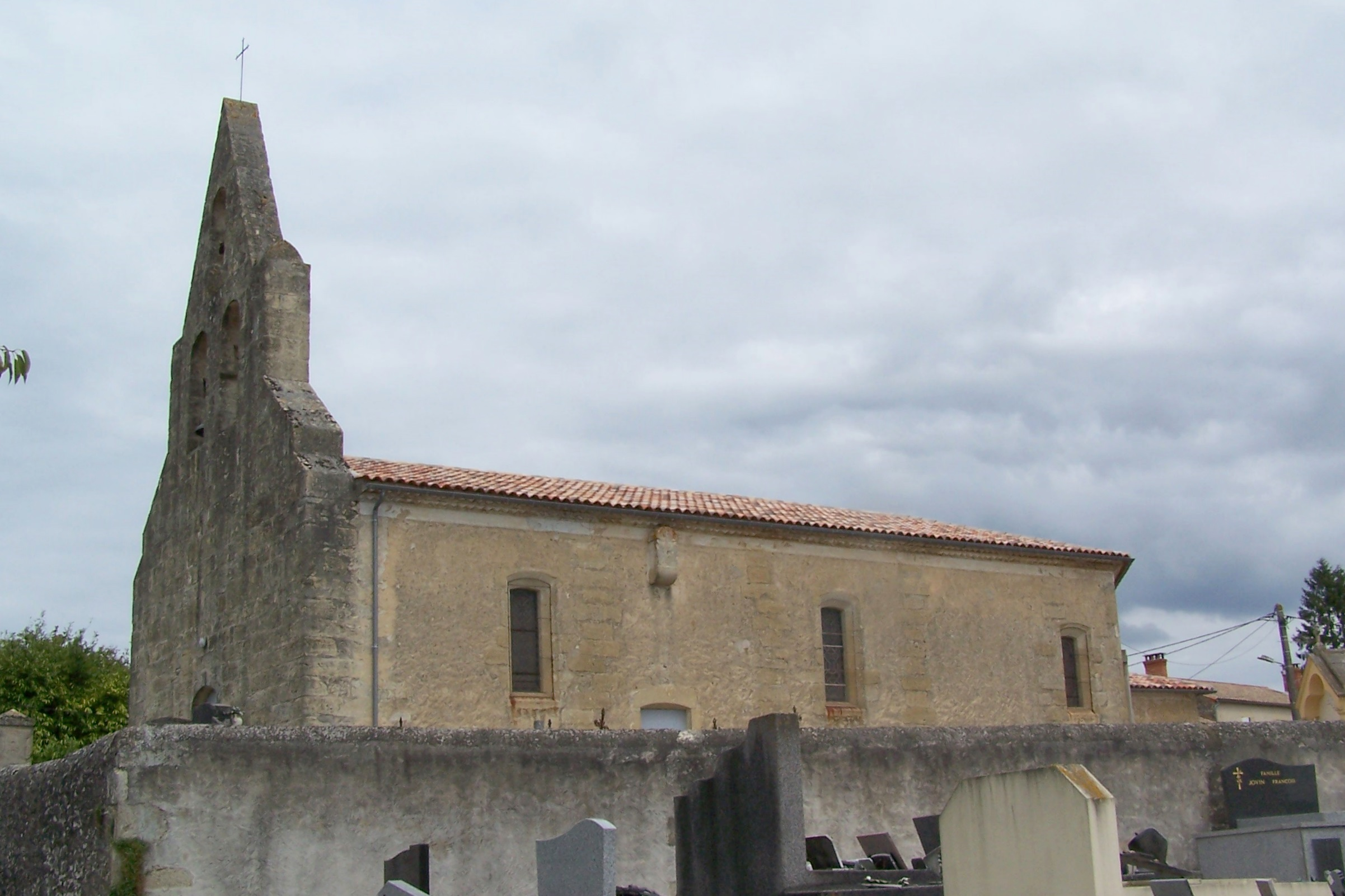
L'église Saint-Pierre, façade sud (août 2011)
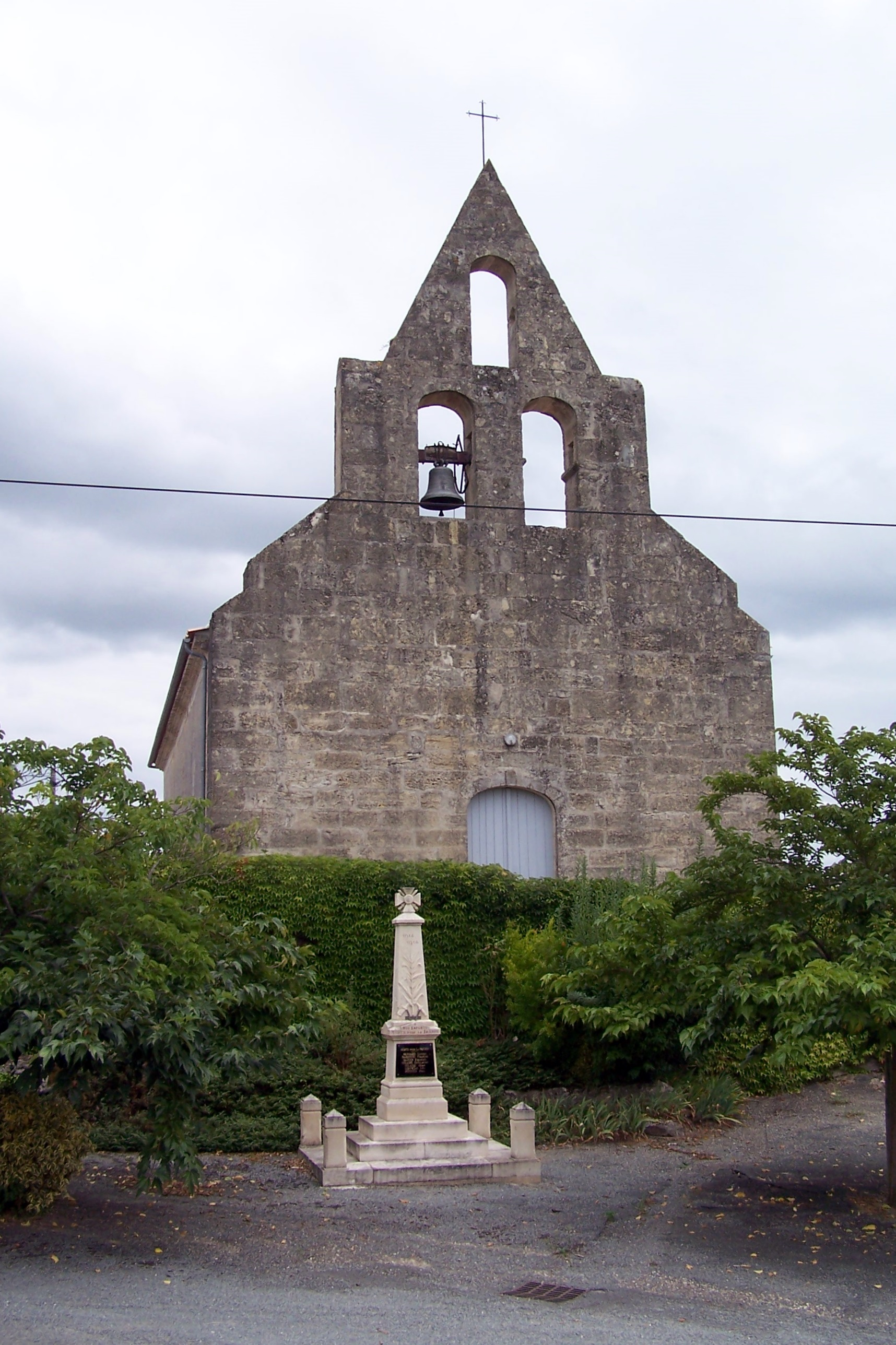
Le clocher-mur face à l'ouest surplombant le monument aux morts  (août 2011)
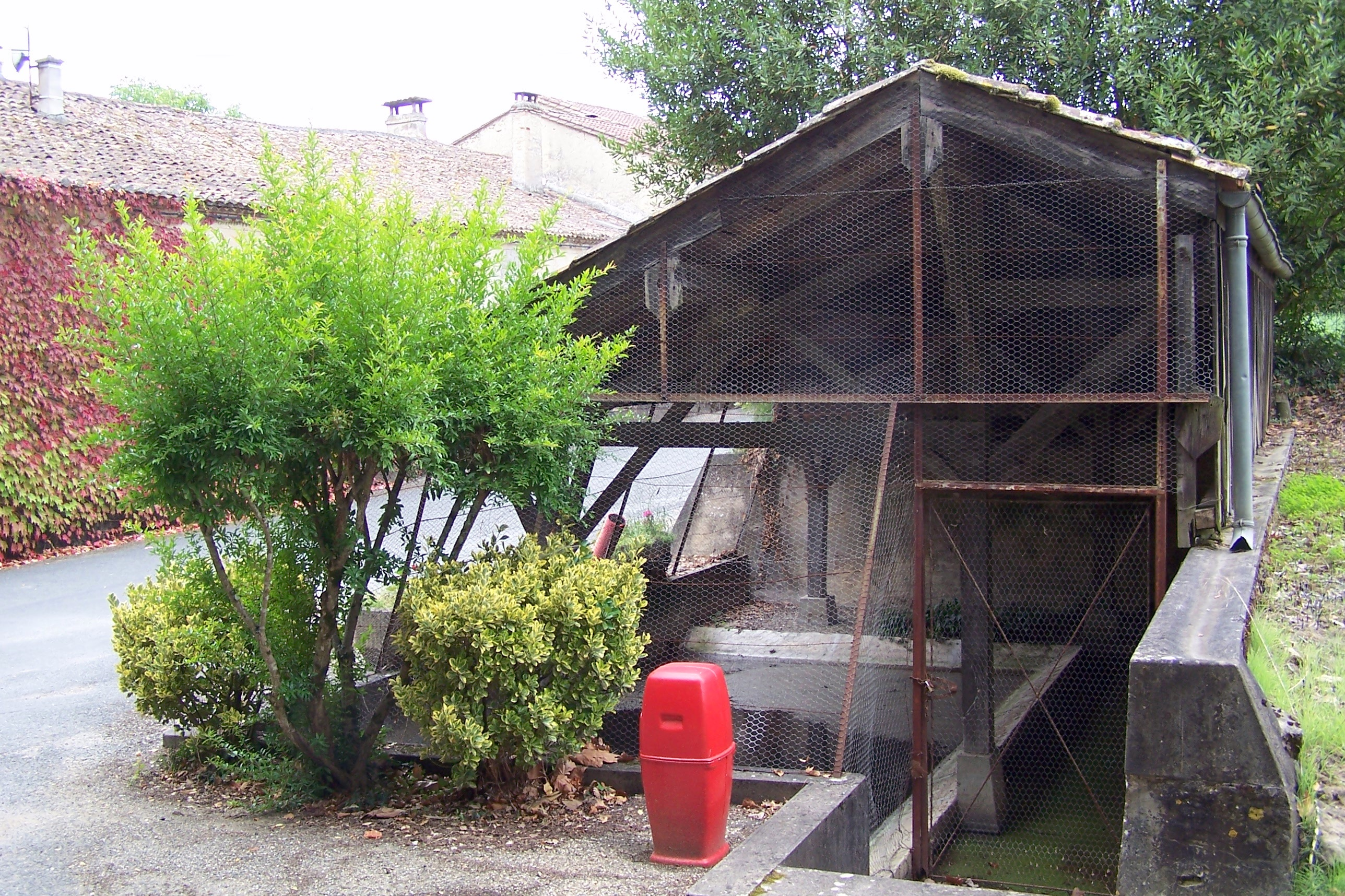
Lavoir, hélas à l'abandon et fermé par un grillage (août 2011)
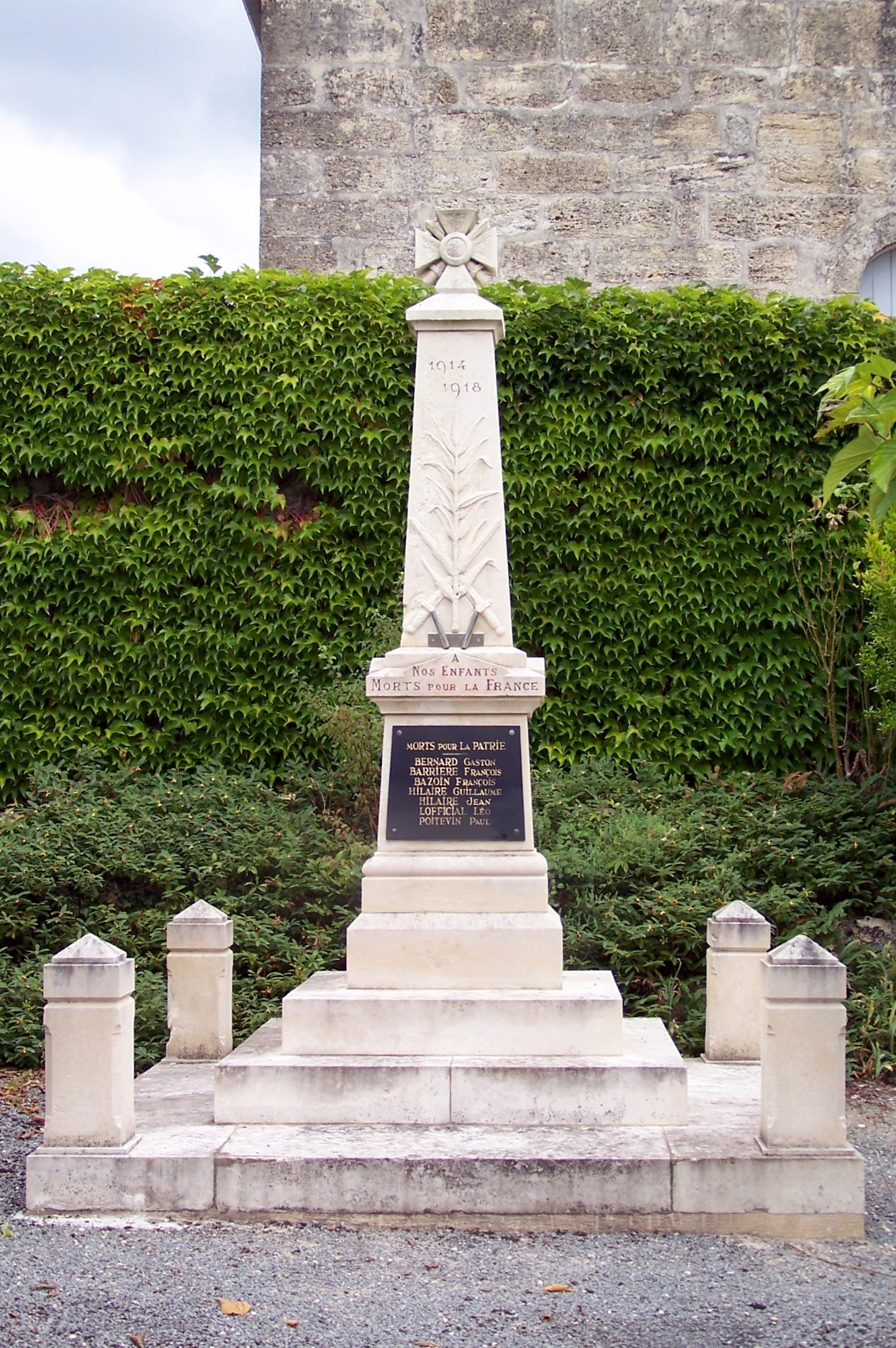
Le monument aux morts devant l'église (août 2011)

## Vie locale
- École.
- Ancienne boucherie Barrière (fermée en 1989).